# Dār Anjīr
Dār Anjīr (persiska: دار انجير) är en ort i Iran.   Den ligger i provinsen Markazi, i den nordvästra delen av landet, 260 km sydväst om huvudstaden Teheran. Dār Anjīr ligger 1 834 meter över havet och antalet invånare är 154.
Terrängen runt Dār Anjīr är kuperad.Runt Dār Anjīr är det ganska tätbefolkat, med 60 invånare per kvadratkilometer. Närmaste större samhälle är Khondāb, 6,9 km norr om Dār Anjīr. Trakten runt Dār Anjīr består i huvudsak av gräsmarker.